# Only 38
Only 38 è un film muto del 1923 diretto da William C. de Mille. La storia di Walter Prichard Eaton, sceneggiata da Clara Beranger, si basa su Only 38, lavoro teatrale in tre atti di A. E. Thomas, andato in scena a Broadway nel 1922.

## Trama
Dopo la morte del marito, un pastore evangelico, la signora Stanley deve cambiare il suo stile di vita: trova un lavoro da bibliotecaria in un college dove fa studiare anche i suoi figli, due adolescenti; si disfa quindi dei suoi vecchi abiti fuori moda e sorprende, mettendoli in allarme, i figli, ballando con un suo ammiratore dell'università. Non incontrando la loro approvazione, per il bene dei ragazzi si rassegna a non frequentare più il suo corteggiatore, rinunciando così all'amore. Ma il suo sacrificio non sembra essere capito dai figli che, tempo dopo, si dimostrano ancora più egoisti nei suoi confronti, minacciando di rovinarle la vita.

## Produzione
Il film fu prodotto dalla Famous Players-Lasky Corporation.

## Distribuzione
Il copyright del film, richiesto dalla Famous Players-Lasky Corp., fu registrato il 19 giugno 1923 con il numero LP19125.
Negli Stati Uniti, il film - presentato da Adolph Zukor - fu distribuito dalla Paramount Pictures il 17 giugno 1923 dopo essere stato presentato in prima a New York il 10 giugno 1923. In Svezia, il film uscì con il titolo Hennes andra ungdom.
Non si conoscono copie ancora esistenti della pellicola che viene considerata presumibilmente perduta.